# Біом

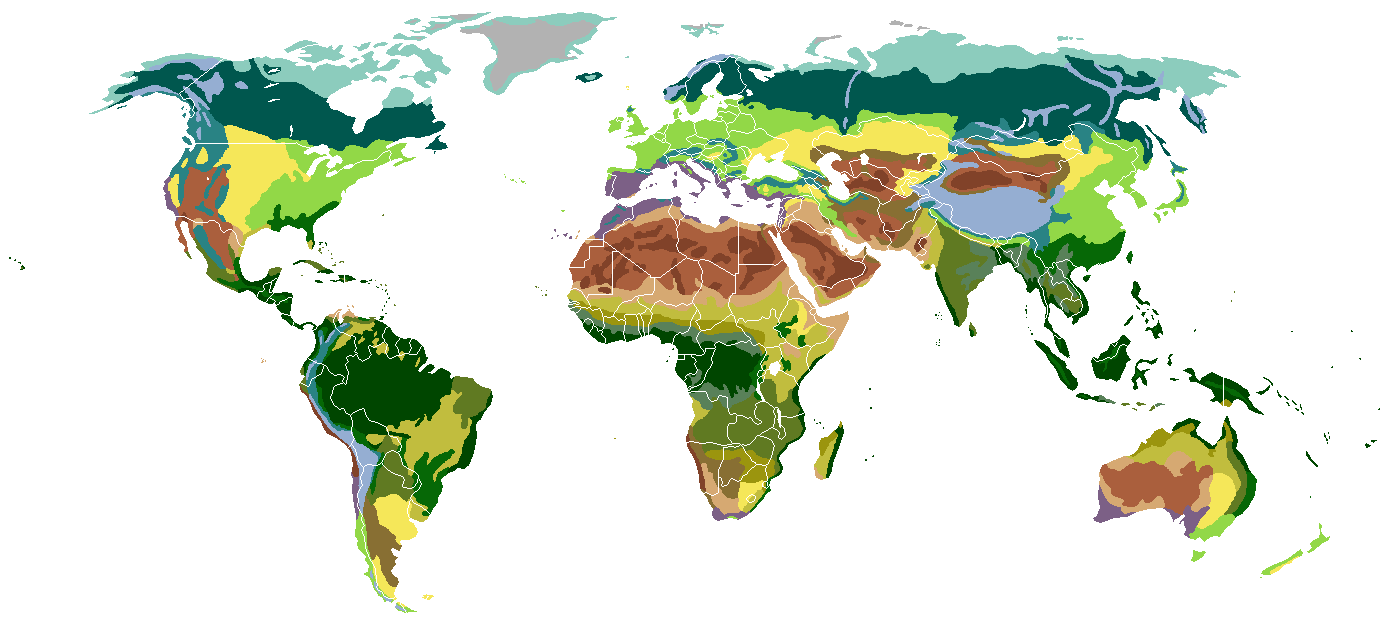
Льодовики та Полярні пустелі
Тундра
Тайга
Мішані й листопадні ліси помірного підсоння

| Основні біоми Землі, класифіковані за типами рослинности                              |                                                                    |
| Льодовики та Полярні пустелі Тундра Тайга Мішані й листопадні ліси помірного підсоння | Степ Субтропічні дощові ліси Субтропічний ліс Мусонні ліси         |
| Пустелі Скреб (ксерофітні чагарники) Сухі степи Напівпустелі                          | Савани Деревні савани Субтропічний сухий ліс Тропічний дощовий ліс |
| Альпійські луки Гірські криволісся                                                    |                                                                    |

Біом — термін в екології, яким позначають велике регіональне угруповання рослинних і тваринних співтовариств, пристосованих до регіональних фізичних особливостей навколишнього середовища, клімату й ландшафту. Біом складається з угруповань у довготривало стабільному стані, а також усіх асоційованих із ними перехідних, ушкоджених та деградованих флори, фауни та ґрунтів; але зазвичай може бути ідентифікований за типом флористичного клімактеричного співтовариства.
Важливою характеристикою біому є біорізноманіття, особливо різноманітність фауни та субдомінантних форм рослин, що є функцією від абіотичних чинників. Важливим кількісним індикатором, що характеризує біом, є також продукування біомаси домінантною рослинністю. Біорізноманіття має тенденцію до збільшення зі зростанням загальної біопродуктивності, вологості й температури.
Основними типами біомів є суходільні та водні.
Біоми, окрім загальної функціональної класифікації, можуть мати й місцеві назви. Наприклад, трав'янисті біоми помірного поясу мають назву степ в Азії та Східній Європі, савана (або велд) у Південній і Східній Африці, прерія в Північній Америці, пампа в Південній Америці. У деяких випадках біом загалом (а не окремі види) є об'єктом охорони, зокрема в рамках національних програм збереження біорізноманіття.

## Класифікація

Біоми Європи

### Широтна класифікація
Географічна широта є найбільшим клімат-формуючим чинником, що визначає тип біому. Існує висока кореляція між розподілом за широтою типів клімату й рослинних угрупувань. Ще одним з найважливіших чинників є вологість. Це засвідчує той факт, що біорізноманіття підвищується в напрямку від полюсів до екватора, а також збільшується зі зростанням вологості. На цих двох чинниках (кількості сонячної радіації і вологості) збудована найбільш широко застосовувана класифікація біомів.

### Арктична та субарктична зони
- вологий тип: тундра

### Субарктична та бореальна зони
- вологий тип: тайга

### Помірна зона
- вологий тип: широколистяні ліси помірного поясу, хвойні ліси помірного поясу
- сухий тип: трав'янисті біоми помірної зони (степ, савана, пампа)

### Тропічна зона
- вологий (плювіальний) тип: тропічні дощові ліси
- напіввологий тип: тропічні сухі широколистяні ліси, тропічні хвойні ліси
- напівпосушливий тип: тропічні трав'янисті (савана, вельд) та чагарникові (скреб) біоми
- посушливий (аридний) тип: пустелі, сухі чагарники, сухі листопадні ліси

### Водні біоми
- континентальний шельф
- літораль
- прибережна зона
- озеро
- кораловий риф
- зарості бурих водоростей
- пакова крига
- гідротермальні джерела
- холодні фільтрати
- бентична зона
- пелагіаль
- неритична зона

## Висотно-широтна класифікація
Інша система класифікації біомів бере до уваги широту місцевості та висоту над рівнем моря, ігноруючи температурний чинник. Ця класифікація використана для формування списку «Global 200» — переліку екорегіонів, виданого Всесвітнім Фондом Природи (WWF) для визначення пріоритетів в охороні довкілля.
Ця класифікація виділяє такі суходольні біоми:
- Тундра (арктичний, вологий)
- Бореальні ліси/тайга (субарктичний, вологий)
- Хвойні ліси помірного поясу (помірно холодний, вологий або напіввологий)
- Мішані та широколистяні ліси помірного поясу (помірний, вологий)
- Трав'янисті та чагарникові біоми (помірні, напівпосушливі)
- Середземноморські ліси та чагарники (помірно теплі, від напіввологих до напівпосушливих з зимовими дощами)
- Тропічні та субтропічні хвойні ліси (тропічні та субтропічні, напіввологі)
- Тропічні та субтропічні вологі широколистяні ліси (тропічні та субтропічні, вологі)
- Тропічні та субтропічні сухі широколистяні ліси (тропічні та субтропічні, напіввологі)
- Тропічні та субтропічні трав'янисті та чагарникові біоми (тропічні та субтропічні, напівпосушливі)
- Пустелі та сухі чагарники (від помірних до тропічних, посушливі)
- Мангровий ліс (субтропічний та тропічний, підтоплений солоними та солонуватими водами)
- Затоплені саванни та луки (від помірних до тропічних, підтоплені прісною водою)
- Гірські трав'янисті та чагарникові біоми (від помірних до тропічних, високогірні)

## Інші біоми
До вищеназваних типів класифікації не належать ендолітичні біоми — такі, що складаються з мікроорганізмів, які населяють пори і тріщини в літосферних плитах до глибини в кілька кілометрів від поверхні землі. Такі біоми були лише нещодавно відкриті і досі не долучені до жодної з існуючих класифікацій.
У деяких джерелах термін «біом» використовують як синонім терміна «біоценоз».